# Glandularia parodii
Glandularia parodii là một loài thực vật có hoa trong họ Cỏ roi ngựa. Loài này được Covas & Schnack mô tả khoa học đầu tiên năm 1944.